# Caprorhinus puerisalbis
Caprorhinus puerisalbis är en insektsart som beskrevs av Wintrebert 1972. Caprorhinus puerisalbis ingår i släktet Caprorhinus och familjen Pyrgomorphidae. Inga underarter finns listade i Catalogue of Life.